# Konstantin Mirovič Kozeev
Konstantin Mirovič Kozeev (in russo Константин Мирович Козеев?; Kaliningrad, 1º dicembre 1967) è un cosmonauta russo.
Kozeev è nato nell'Oblast' di Kaliningrad, un'exclave russa sul mar Baltico. Si è diplomato al Istituto dell'Aviazione di Mosca (Moskovskij Aviacionnyj Institut).
Il 9 febbraio 1996 è stato selezionato come cosmonauta di RKK Ėnergija ed è stato qualificato come ingegnere di volo. È partito alla volta della Stazione spaziale internazionale il 21 ottobre 2001 dal cosmodromo di Baikonur con la missione Sojuz TM-33 ed è rientrato sulla Terra il 31 ottobre con la missione Sojuz TM-32 dopo aver trascorso 9 giorni, 19 ore e 59 minuti nello spazio.